# Madrids tekniska universitet

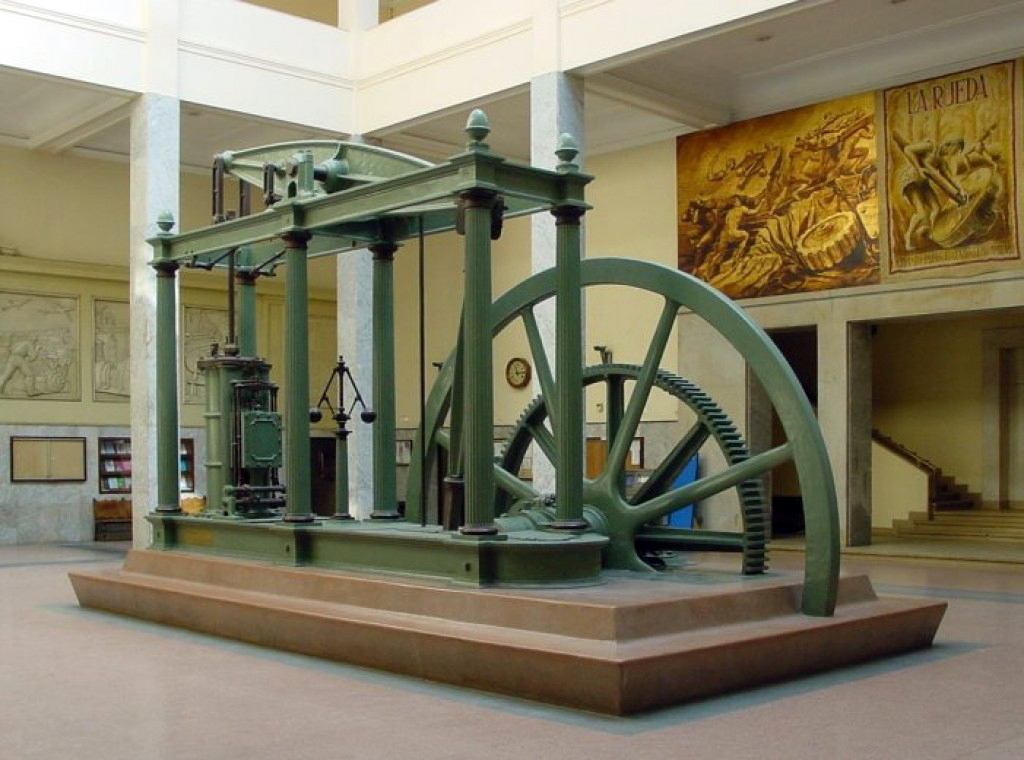
Wattsångmaskin på ETSII (industriell teknologi)

Madrids tekniska universitet, Universidad Politécnica de Madrid (UPM), är ett spanskt tekniskt universitet.
Madrids tekniska universitet bildades 1971 genom en sammanslagning av olika ingenjörs- och arkitektskolor, en del med rötter i 1700-talet. Universitetet har mer än 35.000 studenter.

## Historik
Flertalet av fakulteter har en historia, som går tillbaka till 1700- och 1800-talen. Utbildning i teknolog gå tillbaka till Kungliga matematikakademin i Madrid i slutet av 1500-talet. År 1720 påbörjades en militär utbildning av ingenjörer.

### Arkitektur
Huvudartikel: Madrids arkitekturhögskola
Arkitektutbildning i Spanien startade 1744 och bedrevs från 1845 i en separat skola, Escuela Técnica Superior de Arquitectura, ETSAM.

### Mariningenjörsutbildning
Utbildning av mariningenförer startade 1772 i El Ferrol, men skolan stängdes efter några år för att öppnas i flottbasen i Cadiz 1848. Nu bedrivs den inom Escuela Técnica Superior de Ingenieros Navales.

### Gruvingenjörsutbildning
Utbildningen startade 1777 i Almadén, Ciudad Real, i första hand för kvicksilverbrytningens  behov. Den flyttade senare till Mexico och flyttade tillbaka till Spanien och Madrid 1835.

### Byggnadsingenjörsutbildning
Utbildning av byggnadsingenjörer påbörjaes 1802 i Palacio del Buen Retiro i Madrid. 

### Jägmästareutbildning
Jägmästareutbildning startade i en särskild skola 1848 i Villaviciosa de Odón i Madrid och nu bedrivs den inom Escuela Técnica Superior de Ingeniería de Montes, Forestal y del Medio Natural.

### Maskiningenjörsutbildning
Maskiningengörsutbildning startade med grundandet av Kungliga Industriinstitutet 1850.

### Agronomutbildning
Den första utbildningsanstalten för agronomutbildning startade i Aranjuez 1865 och flyttade till Madrid 1869. Den utgör nu EUIT Agrícola.

### Teleingenjörsutbildning
Teleingenjörsutbildning startades på 1910-talet i Madrid och bedrivs inom Escuela Técnica Superior de Ingeniería y Sistemas de Telecomunicación.

### Flygingenjörsutbildning
År 1928 grundades Högskolan för flygingenjörsutbildning vid flygfältet Cuatro Vientos i Madrid.

### Dataingenjörsutbildning
Madrids Institute of Computer Sciences tillkom 1969 och integrerades i universitetet 1976. Utbildningen är förlagd till Montegancedo Campus och Escuela Técnica Superior de Ingeniería de Sistemas Informáticos.

## Lokaliteter
Madrids tekniska universitet är utspritt över Madrid:
- Ciudad Universitaria de Madrid, eller Moncloa Campus
- Campus de Montegancedo, i Boadilla del Monte i nordvästra Madrid
- Campus Sur (Compleco Politéchnico de Vallecas)
- Campus Centro, flera lokaler i Madrids innerstad

## Rektorer
Följande personer har varit rektor:
- Pío García-Escudero y Fernández de Urrutia(es), mars - juli 1971
- José Luis Ramos Figueras, juli 1971 - december 1980
- Rafael Portaencasa, december 1980 - juni 1995
- Saturnino de la Plaza, juni 1995 - april 2004
- Javier Uceda Antolín, april 2004 - april 2012
- Carlos Conde Lázaro, april 2012 - mars 2016
- Guillermo Cisneros Pérez, mars 2016 -